# Pseudoderopeltis simulans
Pseudoderopeltis simulans är en kackerlacksart som beskrevs av Karlis Princis 1951. Pseudoderopeltis simulans ingår i släktet Pseudoderopeltis och familjen storkackerlackor.
Artens utbredningsområde är Kenya. Inga underarter finns listade i Catalogue of Life.